# Női 3 méteres szinkronugrás a 2022-es úszó-Európa-bajnokságon
A 2022-es úszó-Európa-bajnokságon a műugrás női szinkron 3 méteres versenyszámának döntőjét augusztus 18-án délután rendezték meg a római Foro Italicóban.
A Lena Hentschel, Tina Punzel német kettős végzett az első helyen, az olaszok bejöttek a második helyre, a bronz pedig a svédek nyakába került. A magyar páros, Kovács Eszter és Mosena Estilla a mezőny végén, nyolcadikként zárt.

## Versenynaptár
Az időpont(ok) helyi idő szerint olvashatóak (UTC +01:00):
| Dátum                          | Időpont | Forduló |
| ------------------------------ | ------- | ------- |
| 2022. augusztus 18., csütörtök | 15:30   | Döntő   |

## Eredmény
| #  | Versenyző                            | Ország                   | Pontok | Pontok | Pontok | Pontok | Pontok | Pontok |
| #  | Versenyző                            | Ország                   | F1     | F2     | F3     | F4     | F5     | Össz.  |
| -- | ------------------------------------ | ------------------------ | ------ | ------ | ------ | ------ | ------ | ------ |
|    | Lena Hentschel Tina Punzel           | Németország (GER)        | 47,40  | 46,20  | 60,30  | 60,30  | 66,96  | 281,16 |
|    | Elena Bertocchi Chiara Pellacani     | Olaszország (ITA)        | 46,20  | 34,20  | 61,20  | 66,96  | 52,20  | 260,76 |
|    | Emilia Nilsson Garip Elna Widerström | Svédország (SWE)         | 46,20  | 45,00  | 52,20  | 56,70  | 57,60  | 257,70 |
| 4. | Desharne Bent-Ashmeil Amy Rollinson  | Egyesült Királyság (GBR) | 40,80  | 43,80  | 53,10  | 60,30  | 59,40  | 257,40 |
| 5. | Viktorija Keszar Hanna Piszmenszka   | Ukrajna (UKR)            | 46,80  | 40,80  | 54,90  | 49,29  | 54,00  | 245,79 |
| 6. | Jade Gillet Naïs Gillet              | Franciaország (FRA)      | 42,60  | 40,80  | 55,08  | 46,20  | 45,36  | 230,04 |
| 7. | Madeline Coquoz Morgane Herculano    | Svájc (SUI)              | 40,80  | 41,40  | 47,04  | 46,20  | 44,55  | 219,99 |
| 8. | Kovács Eszter Mosena Estilla         | Magyarország (HUN)       | 37,80  | 37,80  | 44,64  | 49,21  | 46,20  | 215,85 |